# Torre Guil
Torre Guil és una urbanització pertanyent a la pedania de Sangonera la Verde en el municipi de Múrcia. La població de Torre Guil té 151 habitants (86 barons i 91 dones) segons l'INE 2009. En Torre Guil té la seua ubicació el CEMACAM situat en la urbanització Torre Guil. És a uns 9 km de Múrcia

## Naturalesa
Parc Natural del Majal Blanc: La finca el Tajal Blanc, de 636 ha, és una finca de l'Ajuntament de Múrcia que és a la Serra de Carrascoy, dins dels límits del Parc Regional Carrascoy-La Vall. Al Majal Blanc s'accedeix per Sangonera la Verde i només pot visitar-se a peu o amb bicicleta. Compta amb un Centre d'Interpretació de la Naturalesa de l'Ajuntament de Múrcia i una Aula de Naturalesa, l'equipament de la qual funciona amb energies alternatives. El Punt d'Informació està situat en Torre Guil.